# 塔韩铁路 (内蒙古自治区)
塔韩铁路是中国内蒙古自治区鄂尔多斯市杭锦旗境内的塔然高勒煤矿区的运煤单线电气化铁路。
自塔然高勒煤矿装卸站向东，经达拉特旗、东胜区，在韩家村站与包神铁路接轨。神华杭锦能源公司所有，由神华包神铁路公司负责运营。全长78.060千米。铁路等级为国铁I级标准；限制坡度为上行13‰，下行9‰；牵引质量为重车方向5000t，空车方2000t；到发线有效长度：1050m；半自动闭塞。运输能力近期1500万吨/年，远期2800万吨/年。全线设7座车站。
概算投资19.93亿元，2011年4月开工，2014年4月2日全线铺通。